# Ian Somerhalder
Ian Joseph Somerhalder (n. 8 decembrie 1978) este un producător, model, activist, director și actor american, cunoscut publicului grație personajului Boone Carlyle din Lost (Naufragiații), dar și din rolul vampirului Damon Salvatore din Jurnalele Vampirilor.

## Biografie
Somerhalder s-a născut și a crescut în Covington, Lousiana, fiul Ednei, fizioterapeut și al lui Robert Somerhaler, antreprenor care se ocupa cu vânzarea de construcții. Fiind catolic, a urmat St. Paul, o școală catolică privată din Convington. A îmbrățișat cariera de model de la vârsta de 10 până la 13 ani,.  În liceu s-a axat mai mult pe sport și școala, lăsând rolul sau de model de-o parte pana când, câțiva ani mai târziu, a avut șansa de a urca pe podium în orașe ca Paris, Milano și Londra. La 17 ani a început sa studieze actoria la New York. Soarta sa a fost decisa atunci când, în timp ce lucra ca figurant într-o scena de club din filmul Black & White (1999), un manager l-a remarcat pe Ian Somerhalder dintr-o mulțime de 400 oameni și au semnat imediat pentru o reprezentație.

## Carieră
În vara anului 2000, Somerhalder a jucat în serialul Young Americans, un serial derivat din Dawson's Creek. L-a interpretat pe Hamilton Flemming, fiul directorului unei prestigioase școli. În 2002, alături de James Van Der Beek, Shannyn Sossoman și Jessica Biel a jucat personajul gay, Paul Denton, în serialul The Rules of Attraction.
În 2004 și-a câștigat prestigiul ca și actor, odată cu interpretarea rolului lui Boone Carlyle în celebrul serial Lost. În ciuda faptului că personajul său moare în episodul 20 al primului sezon, Somerhalder revine în distribuție pentru încă 7 episoade, între 2005 și 2010, inclusiv în ultimul sezon.
În 2009 a apărut în filmul The Tournament, unde a interpretat rolul unui asasin, care participă la un concurs alături de alți asasini.
În octombrie 2009, a anunțat că va fi protagonistul filmului Cradlewood care va fi regizat de Harry Weismann, iar premiera va fi în 2013. Din 2009 apare și în celebrul serial american Jurnalele Vampirilor în care înterpretează rolul lui Damon Salvatore.
În 2019 joacă in serialul V WARS, unde interpretează pe personajul Luther Swann.

## Viața personală
În 2004 s-a întâlnit cu Nicky Hilton, sora lui Paris Hilton. Au apărut zvonuri că se iubește cu Nina Dobrev, protagonista din The Vampire Diaries și totodată fosta lui colegă de platouri. În septembrie 2011 aceste zvonuri au fost confirmate, însă în luna mai 2013 perechea s-a despărțit. În prezent este căsătorit cu actrița Nikki Reed, cu care are și un copil, Bodhi Soleil Reed Somerhalder.

## Filmografie
| An   | Titlu                            | Rol                           | Note          |
| ---- | -------------------------------- | ----------------------------- | ------------- |
| 1998 | Celebrity                        | Neconfirmat                   | Necreditat    |
| 2001 | Life as a House                  | Josh                          |               |
| 2002 | Changing Hearts                  | Jason Kelly                   |               |
| 2002 | The Rules of Attraction          | Paul Denton                   |               |
| 2004 | In Enemy Hands                   | U.S.S. Swordfish Danny Miller |               |
| 2004 | The Old Man and the Studio       | Matt                          | Film scurt    |
| 2006 | National Lampoon's TV: The Movie | Neconfirmat                   | Necreditat    |
| 2006 | Pulse                            | Dexter                        |               |
| 2006 | The Sensation of Sight           | Drifter                       |               |
| 2007 | Marco Polo                       | Marco Polo                    | Rol principal |
| 2008 | The Lost Samaritan               | William Archer                |               |
| 2009 | Wake                             | Tyler                         |               |
| 2009 | The Tournament                   | Miles Slade                   |               |
| 2010 | How to Make Love to a Woman      | Daniel Meltzer                |               |
| 2013 | Caught On Tape                   | Officer Lewis                 |               |
| 2013 | Time Framed                      | Agent Black                   | Film scurt    |
| 2014 | The Anomaly                      | Harkin Langham                |               |

| An        | Titlu                             | Rol                     | Note                                          |
| --------- | --------------------------------- | ----------------------- | --------------------------------------------- |
| 1997      | The Big Easy                      | I.Q.                    | 1 episod: "The Black Bag"                     |
| 1999      | Now and Again                     | Brian                   | 1 episod: "A Girl's Life"                     |
| 2000      | Young Americans                   | Hamilton Fleming        | Rolul principal; toate 8 episoade             |
| 2001      | Anatomy of a Hate Crime           | Russell Henderson       | Film TV                                       |
| 2002      | CSI: Crime Scene Investigation    | Tony Del Nagro          | 1 episod: "Revenge Is Best Served Cold"       |
| 2002      | Law & Order: Special Victims Unit | Charlie Baker           | 1 episod: "Dominance"                         |
| 2003      | CSI: Miami                        | Ricky Murdoch           | 1 episod: "The Best Defense"                  |
| 2004      | Fearless                          | Jordan Gracie           | Episod pilot nedifuzat                        |
| 2004      | Smallville                        | Adam Knight             | 6 episoade                                    |
| 2007      | Marco Polo                        | Marco Polo              | Film TV                                       |
| 2007      | Tell Me You Love Me               | Nick                    | 6 episoade                                    |
| 2008      | Lost City Raiders                 | Jack Kubiak             | Film TV                                       |
| 2009      | Fireball                          | Lee Cooper              | Film TV                                       |
| 2004–2010 | Lost                              | Boone Carlyle           | Rolul principal; 28 episoade                  |
| 2009–2017 | The Vampire Diaries               | Damon Salvatore         | Rolul principal                               |
| 2014      | Years of Living Dangerously       | Rolul propriei persoane | Serial documentar 1 episod: "Ice & Brimstone" |

## Premii și nominalizări (17 premii castigate si 14 nominalizari)
| An   | Premiu                     | Categorie                                                | Lucrare             | Rezultat     |
| ---- | -------------------------- | -------------------------------------------------------- | ------------------- | ------------ |
| 2002 | Young Hollywood Awards     | Exciting New Face – Male                                 | N/A                 | Câștigat     |
| 2005 | Teen Choice Awards         | Choice TV Breakout Performance – Male                    | Lost                | Nominalizare |
| 2006 | Screen Actors Guild Award  | Outstanding Performance by an Ensemble in a Drama Series | Lost (with cast)    | Câștigat     |
| 2010 | Young Hollywood Awards     | Cast To Watch (with Paul Wesley and Nina Dobrev)         | The Vampire Diaries | Câștigat     |
| 2010 | Teen Choice Awards         | Choice TV Villain                                        | The Vampire Diaries | Câștigat     |
| 2010 | Teen Choice Awards         | Choice Male Hottie                                       | The Vampire Diaries | Nominalizare |
| 2011 | Teen Choice Awards         | Choice TV Actor Fantasy/Sci-Fi                           | The Vampire Diaries | Câștigat     |
| 2011 | Teen Choice Awards         | Choice Vampire                                           | The Vampire Diaries | Nominalizare |
| 2011 | Teen Choice Awards         | Choice Male Hottie                                       | The Vampire Diaries | Nominalizare |
| 2011 | People's Choice Awards     | Favorite TV Drama Actor                                  | The Vampire Diaries | Nominalizare |
| 2011 | J-14 Teen Icon Awards      | Iconic TV Actor                                          | The Vampire Diaries | Nominalizare |
| 2012 | People's Choice Awards     | Favorite TV Drama Actor                                  | The Vampire Diaries | Nominalizare |
| 2012 | Genesis Awards             | Humane Society                                           |                     | Câștigat     |
| 2012 | Teen Choice Awards         | Choice TV Actor – Fantasy/Sci-Fi                         | The Vampire Diaries | Câștigat     |
| 2012 | Teen Choice Awards         | Choice Male Hottie                                       | The Vampire Diaries | Câștigat     |
| 2012 | Do Something Awards        | Best TV Star                                             | The Vampire Diaries | Nominalizare |
| 2012 | Do Something Awards        | Twitter                                                  |                     | Nominalizare |
| 2012 | Environmental Media Awards | EMA Futures Award                                        |                     | Câștigat     |
| 2012 | Fright Night Awards        | Favorite Male TV/Movie Vampire                           | The Vampire Diaries | Câștigat     |
| 2012 | International Green Awards | Most Responsible Celebrity                               |                     | Câștigat     |
| 2012 | J-14 Teen Icon Awards      | Iconic TV actor                                          | The Vampire Diaries | Nominalizare |
| 2013 | People's Choice Awards     | Favorite Dramatic TV Actor                               | The Vampire Diaries | Nominalizare |
| 2013 | Teen Choice Awards         | Choice TV Actor: Fantasy/Sci-Fi                          | The Vampire Diaries | Câștigat     |
| 2014 | People's Choice Awards     | Favorite Sci-Fi/Fantasy TV Actor                         | The Vampire Diaries | Câștigat     |
| 2014 | People's Choice Awards     | Favorite On Screen Chemistry (with Nina Dobrev)          | The Vampire Diaries | Câștigat     |
| 2014 | mtvU Fandom Awards         | Ship Of The Year (with Nina Dobrev)                      | The Vampire Diaries | Câștigat     |
| 2014 | Teen Choice Awards         | Choice TV Actor Fantasy/Sci-Fi                           | The Vampire Diaries | Câștigat     |
| 2014 | Teen Choice Awards         | Choice Male Hottie                                       | The Vampire Diaries | Nominalizare |
| 2014 | Teen Choice Awards         | Choice Twit                                              |                     | Nominalizare |
| 2014 | Teen Choice Awards         | Choice Social Media King                                 |                     | Nominalizare |
| 2014 | Young Hollywood Awards     | Best Threesome (with Paul Wesley and Nina Dobrev)        | The Vampire Diaries | Câștigat     |